# Alois Friedrich Rogenhofer
Alois Friedrich Rogenhofer (Wenen, 22 december 1831 – Wenen, 15 januari 1897) was een Oostenrijkse entomoloog. Hij was curator bij het Naturhistorisches Museum Wien, waar hij verantwoordelijk voor de Lepidoptera was. Rogenhofer was vooral geïnteresseerd in Lepidoptera en Hymenoptera.
Rogenhofer is vooral bekend geworden van het uit drie delen bestaande Reise der österreichischen Fregatte Novara um die Erde in den Jahren 1857, 1858, 1859 unter den Befehlen des Commodore B. von Wüllerstorf-Urbair. Lepidoptera (1865-1867), samen met Cajetan Freiherr von Felder en Rudolf Felder.
- Gemeinsame Normdatei: 117534307
- International Standard Name Identifier: 0000 0000 1054 5523
- Nederlandse Thesaurus van Auteursnamen: 166109002
- Système universitaire de documentation: 25033352X
- Virtual International Authority File: 69710265
- WorldCat: E39PBJg8D7wpK7FFFtq3rCMtrq